# Kent Bottenfield
Kent Dennis Bottenfield (né le 14 novembre 1968 à Portland, Oregon, États-Unis) est un lanceur droitier des Ligues majeures de baseball dont la carrière se déroule de 1992 à 2001. Il compte une sélection au match des étoiles du baseball majeur comme représentant des Cardinals de Saint-Louis en 1999.

## Carrière au baseball
Kent Bottenfield est un choix de quatrième ronde des Expos de Montréal en 1986. Il amorce sa carrière dans les majeures pour Montréal le 6 juillet 1992. Utilisé tant en relève que comme lanceur partant, les résultats ne sont pas au rendez-vous et, le 16 juillet 1993 les Expos l'échangent aux Rockies du Colorado en retour d'un autre lanceur, Butch Henry. 
Bottenfield s'aligne pour les Rockies jusqu'en juin 1994 et, libéré par l'équipe, il accepte une offre des Giants de San Francisco pour y compléter la saison. Il passe 1995 uniquement dans les ligues mineures avec Toledo, un club-école des Tigers de Detroit en Ligue internationale et refait surface dans les majeures comme membre de l'effectif des Cubs de Chicago en 1996 et 1997. Ces derniers lui confient la balle en relève, et Bottenfield présente une brillante moyenne de points mérités de 2,63 en 48 sorties et 61 manches et deux tiers lancées en 1996. L'année suivante, sa moyenne de points mérités est de 3,86 en 84 manches lancées au cours de 64 sorties comme releveur.
Devenu agent libre après deux années à Chicago, il passe à l'équipe rivale, les Cardinals de Saint-Louis. Après une première saison sans histoire partagée entre la rotation de partants et l'enclos de relève, il connaît en 1999 une saison hors du commun comme partant : le droitier amorce 31 matchs des Cardinals et s'impose comme le lanceur numéro un de l'équipe avec 18 victoires contre seulement sept défaites. À la mi-saison, il est invité au match des étoiles.
Le 23 mars 2000, Saint-Louis échange Bottenfield et le joueur de deuxième but Adam Kennedy aux Angels d'Anaheim en retour du voltigeur étoile Jim Edmonds. Bottenfield est incapable de répéter ses succès à Anaheim. Il rejoint les Phillies de Philadelphie en cours de saison et termine sa carrière par un bref passage en 2001 chez les Astros de Houston.
Kent Bottenfield apparaît dans 292 parties des Ligues majeures, dont 116 comme lanceur partant et 176 comme lanceur de relève. Sa moyenne de points mérités en carrière est de 4,54 avec 46 victoires, 49 défaites et 566 retraits sur des prises. Comme partant, il compte deux matchs complets dont un blanchissage, et comme releveur il réussit dix sauvetages.

## Carrière de musicien
Bottenfield consacre son après-carrière de joueur de baseball à la musique. Il enregistre, en date de 2010, deux albums de musique chrétienne et se produit en concert à travers les États-Unis.